# Degradazione di Hofmann
La degradazione di Hofmann è una reazione chimica di un'ammide primaria a dare un'ammina primaria con un atomo di carbonio in meno.
La reazione prende il nome del suo scopritore, August Wilhelm von Hofmann, e non deve essere confusa con un'altra reazione, l'eliminazione di Hofmann.

## Meccanismo di reazione
La reazione del bromo con l'idrossido di sodio forma ipobromito di sodio, che trasforma l'ammide primaria in un composto intermedio isocianato, che viene idrolizzato in un'ammina primaria liberando anidride carbonica.

## Varianti
Diversi reagenti possono sostituire il bromo, ad esempio N-bromosuccinimide e 1,8-diazabiciclo5.4.0undec-7-ene (DBU). Nell'esempio che segue si forma un carbammato intermediario.
In modo simile, l'intermedio isocianato può reagire con il terz-butanolo dando l'ammina Boc-protetta di di-terzbutil-bicarbonato.
Alternativa meno efficace al bromo può essere il bis-trifluoroacetossi-iodobenzene.